# SZDSZ Új Generáció
Az SZDSZ Új Generáció (rövidítve: ÚG) egy magyar liberális ifjúsági politikai szervezet volt 1999 és 2013 között, ami az SZDSZ ifjúsági tagozataként működött. Formálisan 1999. október 30-án alakult és 2001. szeptember 6. óta volt hivatalosan is a liberális párt ifjúsági tagozata. Két éven keresztül mozgalomként működött. Programjukban a drogdekriminalizáció, az azonos neműek jogegyenlősége és a legális fájlcsere kapott hangsúlyt.

## Története
1999–2001 között laza szerveződésű mozgalomként működött, tisztségviselők nélkül. A nyilvánosság előtt Ónody Tamás és Gusztos Péter jelenítette meg az Új Generációt. Az SZDSZ 1999-es tisztújításán még Csobánczy Gábor is az Új Generáció jelöltjeként indult az ügyvivőválasztáson. Megalakulásában illetve kezdeti tevékenységében jelentős szerepe volt Szabados Krisztiánnak, az SZDSZ akkori sajtófőnökének és tanácsadóként Fényi Tibornak is.
2001-ben első elnökének Gusztos Pétert választotta meg, őt 2003-ban Csőzik László váltotta a tisztségben. 2005-ben John Emese lett az Új Generáció elnöke, akit a 2006-os tisztújításon Léderer András követett, és akit 2008-ban újra az Új Generáció elnökévé választottak. 2009. június 30-án az Európai Parlamenti választásokon elszenvedett vereség miatt az elnökség testületileg benyújtotta lemondását. Egy hónappal később, június 30-án a szervezet rendkívüli tisztújító küldöttgyűlése Szabadai Viktort, a liberális párt ügyvivőjét választotta elnökévé, vele együtt új elnökséget is választottak. Az SZDSZ 2013–2014 között tartott megszűnésével az Új Generáció is megszűnt.

## Szervezeti felépítése
Az SZDSZ tagozata volt, ezért nem volt önálló jogi személy. A hétfős Elnökség (elnök, két alelnök, négy országos ügyvivő) vezette a tagozatot, a napi ügyek intézése tartozott hatáskörükbe. Az évenként legalább tízszer ülésező Választmány a legfőbb döntéshozó szerv volt az évenkénti Küldöttgyűlések között. A Választmány a csoportok delegáltjaiból, az Elnökségből, és a közvetlenül választott öt tagból állt. Tisztújítást kétévente tartottak, lefelé (az Elnökségtől a csoportokig) zajló rendszerben.

### Külső hivatkozások
- Az SZDSZ Új Generáció hivatalos honlapja